# ヌクリ・レヴィシュヴィリ
ヌクリ・レヴィシュヴィリ（Nukri Revishvili、1987年3月2日 - ）は、ジョージア（グルジア）、クタイシ出身の元サッカー選手。現役時代のポジションはGK。

## 来歴

### クラブ
1987年、グルジアのクタイシにて生まれ、地元FCトルペド・クタイシのアカデミーで育つ。2004年に同クラブでプロとしてのキャリアを始めた。2006年、グルジアの最優秀若手GKに選ばれ、同年にロシア・プレミアリーグ所属のFCルビン・カザンへ移籍するも、正GKのセルゲイ・リジコフからレギュラーを奪取出来ず、2009年のシーズン終了後にルビンは契約更新を提示しなかったため退団した。
2010年、プレミアリーグに昇格を果たしたFCアンジ・マハチカラに移籍をし、その年は14試合に出場。翌年にはクラブが買収され大型補強が実施されるがレギュラーとして出場。夏にはアンジにウラジーミル・ガブロフが加入し、レヴィシュヴィリはFCクラスノダールへ移籍する予定であった。しかしPFC CSKAモスクワ所属のイゴール・アキンフェエフが負傷により長期離脱を余儀なくされた事から、ガブロフは急遽CSKAモスクワへ半年間のレンタル移籍した。そのような経緯がありクラブに留まるが、2011年12月下旬、FCクラスノダールへ3年半の契約で移籍をした。

### 代表
ジョージア代表としては、U-17, U-19, U-21代表に招集され、2005年にA代表デビューした。その後はクラブでの出場機会の少なさから招集される頻度は減っていたが、アンジでレギュラーを掴み始めた2010年以後はコンスタントに招集されている。

## タイトル

### クラブ
FCルビン・カザン
- ロシア・プレミアリーグ：2 (2008, 2009)